# Évrecin
L’Évrecin (en latin Eburocensis ou pagus Ebroicinus) est le nom du pays normand entourant la ville d’Évreux dans l'Eure en France.
Comme sa ville principale, il tire son nom du peuple gaulois des Aulerques Éburovices, fraction du peuple des Aulerques, qui étaient installés dans la partie sud est de l'Eure (haute-vallée de la Risle, vallée de l'Iton et basse-vallée de l'Eure). 
Le territoire est devenu à partir du XIe siècle le comté d'Évreux.